# Göran Hammarström (jurist)
Göran Erik Hammarström, född den 20 juli 1917 i Alnö församling, Västernorrlands län, död den 8 november 1982 i Umeå, var en svensk jurist.
Hammarström avlade studentexamen i Sundsvall 1937, juris kandidatexamen vid Uppsala universitet 1942 och filosofie kandidatexamen där 1970. Efter genomförd tingstjänstgöring i Västerbottens norra domsaga 1942–1944 blev han fiskal i Hovrätten för Övre Norrland 1944, assessor där 1949, hovrättsråd 1954, vice ordförande på avdelning 1956 och tillförordnad revisionssekreterare 1957. Hammarström blev häradshövding i Västerbottens södra domsaga 1958 och lagman i Umebygdens tingsrätt 1971. Han blev riddare av Nordstjärneorden 1958 och kommendör av samma orden 1971. Hammarström vilar på Norra kyrkogården i Umeå.